# Raum- und Objektdesigner
Raum- und Objektdesigner ist die Berufsbezeichnung für einen staatlich geprüften Designer. 
Der Beruf ist im  Handwerk verwurzelt, denn die Ausbildung zum Handwerksmeister bildet den Grundstock dieses Berufes.  
Seine besondere Voraussetzung ist ein Verständnis für Raum, Form und Material, das durch ein Aufbaustudium an der Fachakademie für Raum- und Objektdesign aus einer anderen, neuen Sichtweise und hinsichtlich neuer Gesichtspunkte erweitert und verfeinert wird. 
Die zweijährige, handlungsorientierte Fortbildung für qualifizierte Führungskräfte im Möbel- und Innenausbau bietet die Möglichkeit, diese Kenntnisse und Fertigkeiten im gestalterischen und organisatorischen Bereich zu vertiefen.
Der Raum- und Objektdesigner sieht seine Arbeit als  Schnittstelle zwischen Gestaltung und praktischer Umsetzung und sich selbst als Partner für Design und qualitätsvolle Ausführung.

## Ausbildung
Architektur, Innenarchitektur,  Produkt- und Möbeldesign sowie der grafische Bereich stellen die spezifischen Schwerpunkte in Wissen und Können des Raum- und Objektdesigners dar. Die zusätzliche Kompetenz, gestalterische Theorie mit praktischem Fachwissen zu verknüpfen, garantiert ausgereifte Arbeiten und Ideen. 
Als Ergebnis entstehen Produkte und Lösungen, die sich durch eigenständige, kreative und zweckmäßige Gestaltung auszeichnen und professionell zu realisieren sind. 
In der Fortbildung soll die Fähigkeit vermittelt werden, selbständig Räume zu gestalten, Produkte zu entwerfen und Ideen durchzuarbeiten und umzusetzen. Freie Gestaltung, Freihandzeichnen und CAD sind weitere Fächer im Curriculum der  Fachakademie. Präsentationsplakate, Handouts, Booklets und Renderings dienen zur Darstellung der Ideen und Produkte in Präsentationen und Kundengesprächen.
Der Ausbildungsteil Projektbezogenes Arbeiten im Team bietet in Kooperation mit Architekten und Handwerkern  reale Übungsbedingungen und vermittelt fundierte Sachkenntnisse in Betriebsorganisation, Betriebswirtschaft und Marketing. 
Außerdem sind CAD, CNC, AVA, DTP für Print und Web sowie Büro- und Branchensoftware integrativer Unterrichtsbestandteil.

## Abschlussarbeit
Die  Fortbildung wird mit einer staatlichen Prüfung und einer  Projektarbeit abgeschlossen. Ein solches Projekt kann die Entwicklung eines Möbelstücks sein oder einer Produktserie, einer Gebäudeplanung oder eines Raumkonzepts, wobei jedes Projekt real von einer Firma oder einem Kunden in Auftrag gegeben worden sein muss.
Zur Projektarbeit gehören eine Marktrecherche, eine Analyse der Grundlagen, die Ausarbeitung und Darstellung der Entwurfsideen und die Kundenpräsentation der Projekte. 
Bis zum Semesterende 2007/2008 wurde der Abschluss als Form- und Raumgestalter bezeichnet. 